# Freda Payne

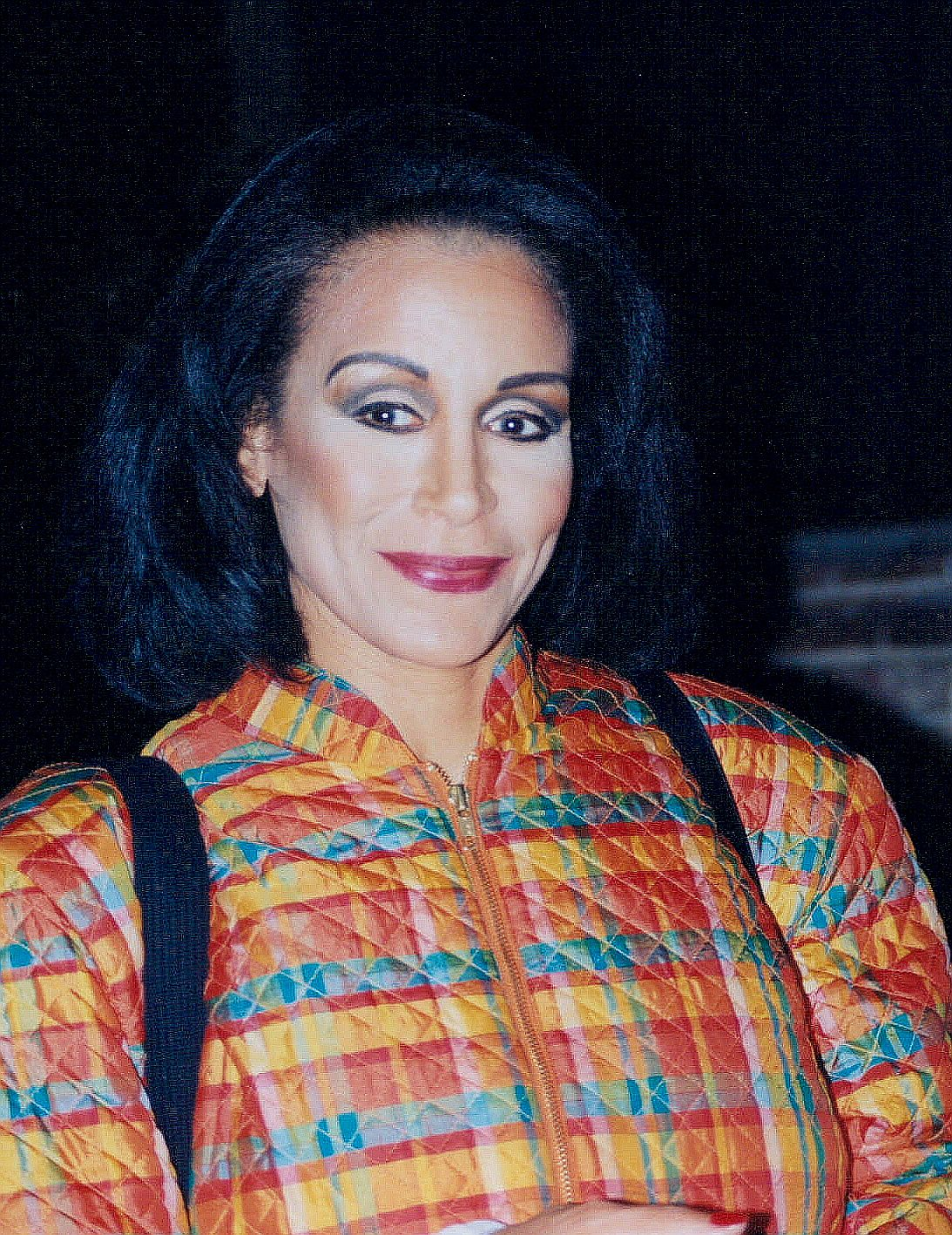
Freda Payne (1998)

Freda Charcelia Payne (* 19. September 1942 in Detroit, Michigan) ist eine US-amerikanische Soul- und Jazz-Sängerin, der 1970 mit Band of Gold ein weltweiter Hit und Klassiker der Soulmusik gelang. Insgesamt hatte sie zwischen 1969 und 1982 zehn Hits in den amerikanischen R&B-Charts.

## Biografie
Freda Payne arbeitete zu Anfang ihrer Karriere mit Jazz-Künstlern wie Pearl Bailey, Quincy Jones und Duke Ellington. Auch ihr erstes von Bob Thiele produziertes Album, das 1964 kaum zur Kenntnis genommen wurde, enthält Jazz-Aufnahmen. Eine Zusammenarbeit mit einem weiteren prominenten Produzenten, Tom Wilson, brachte zwar den Richtungswechsel hin zu Soul und Pop, aber keine größeren kommerziellen Erfolge.
1969 ging es aufwärts: Payne erhielt einen Plattenvertrag bei dem erst kürzlich vom Motown-Produzententrio Holland-Dozier-Holland gegründeten Label Invictus. The Unhooked Generation war Ende des Jahres ihr erster kleiner Hit in den R&B-Charts. Der große Erfolg stellte sich erst mit der nachfolgenden Single Band of Gold und dem gleichnamigen Album ein. Das Lied erreichte Platz drei der amerikanischen Hot 100 und sogar Platz eins der britischen Charts. In den USA erhielt Payne eine Goldene Schallplatte. Es folgten Hits wie Deeper & Deeper und Cherish What Is Dear to You (While It’s Near to You), bevor Payne mit dem Antikriegslied Bring the Boys Home 1971 erneut eine Goldauszeichnung in Empfang nehmen durfte. Das Lied platzierte sich auf Platz 12 in den Pop- und Platz 3 in den R&B-Charts und war dort ihr größter Erfolg. Mit You Brought the Joy hatte sie Ende 1971 noch einmal einen mittleren Crossover-Erfolg, danach beschränkte sich das Interesse der Käufer auf den R&B-Bereich.
1974 wechselte Payne für zwei Alben zu ABC und 1977 schließlich zu Capitol. Hier änderte sie ihren Musikstil in Richtung Disco. Drei Alben entstanden bis zum Ende des Jahrzehnts, jedoch gelang ihr hier nur mit Love Magnet (1977) ein Hit in den Top 20 der Billboard Dance-Charts. Noch im gleichen Jahr entstand mit den Label-Kollegen Tavares die Aufnahme I Wanna See You Soon.
In den 1980er Jahren wurde es langsam ruhiger um Payne. Die von ihr moderierte Show Today’s Black Woman hatte keinen großen Erfolg. Mit der Single In Motion verabschiedete sie sich 1982 aus den R&B-Charts: Das Lied stieg lediglich auf Platz 63 der Hitliste. Ein Jahr später war Payne im Duke-Ellington-Revue Sophisticated Ladies zu sehen. 1986 produzierte Belinda Carlisle eine Coverversion von Band of Gold, bei der Freda Payne als Gastsängerin zu hören ist. Der Track erreichte Platz 26 der Billboard Dance-Charts.
Seit Mitte der 1990er Jahre war Payne wieder präsenter in der Musikszene und veröffentlicht in unregelmäßigen Abständen Alben. Darüber hinaus versuchte sie sich hin und wieder als Schauspielerin. So ist sie in einer kleinen Rolle in dem Kinofilm Familie Klumps und der verrückte Professor (2000) zu sehen.
2002 präsentierte sie mit Darlene Love und Michael Feinstein die Revue Love & Payne.
2011 folgte eine Single mit Cliff Richard für dessen Album Soulicious, die von Lamont Dozier produziert wurde. Beide traten mit diesem Titel auch mehrfach im britischen Fernsehen auf. Payne begleitete Richard darüber hinaus als Stargast bei seiner gleichnamigen Tournee.
Ihr bislang letztes Album Come Back to Me Love entstand 2014 mit dem Grammy-Preisträger Bill Cunliffe, der ihren Stil mit einer Big Band wieder mehr in Richtung Jazz arrangierte.

## Privat
Payne war von 1976 bis 1979 mit dem Soulsänger Gregory Abbott verheiratet. Die beiden haben einen Sohn.
Fredas Schwester Scherrie Payne war Mitglied der Soulgruppe The Glass House und Mitte der 1970er Jahre auch der Supremes.

## Diskografie

### Studioalben
| Jahr | Titel Musiklabel               | Höchstplatzierung, Gesamtwochen, AuszeichnungChartplatzierungen (Jahr, Titel, Musiklabel, Platzierungen, Wochen, Auszeichnungen, Anmerkungen) | Höchstplatzierung, Gesamtwochen, AuszeichnungChartplatzierungen (Jahr, Titel, Musiklabel, Platzierungen, Wochen, Auszeichnungen, Anmerkungen) | Höchstplatzierung, Gesamtwochen, AuszeichnungChartplatzierungen (Jahr, Titel, Musiklabel, Platzierungen, Wochen, Auszeichnungen, Anmerkungen) | Höchstplatzierung, Gesamtwochen, AuszeichnungChartplatzierungen (Jahr, Titel, Musiklabel, Platzierungen, Wochen, Auszeichnungen, Anmerkungen) | Anmerkungen                                                           |
| Jahr | Titel Musiklabel               | DE | UK | US | R&B | Anmerkungen                                                           |
| ---- | ------------------------------ | --- | --- | --- | --- | --------------------------------------------------------------------- |
| 1970 | Band of Gold Invictus 7301     | — | — | US60 (13 Wo.)US | R&B17 (13 Wo.)R&B | Erstveröffentlichung: August 1970 Produzenten: Holland–Dozier–Holland |
| 1971 | Contact Invictus 7307          | — | — | US76 (18 Wo.)US | R&B12 (14 Wo.)R&B | Erstveröffentlichung: Juni 1971 Produzenten: Holland–Dozier–Holland   |
| 1974 | Payne & Pleasure Dunhill 50176 | — | — | — | R&B55 (5 Wo.)R&B | Erstveröffentlichung: August 1974 Produzent: McKinley Jackson         |

Weitere Alben
- 1964: After The Lights Go Down Low And Much More!!! (Impulse! A-53)
- 1966: How Do You Say I Don’t Love You Anymore (MGM 4370)
- 1973: Reaching Out (Invictus 32493)
- 1975: Out of Payne Comes Love (ABC 901)
- 1977: Stares and Whispers (Capitol 11700)
- 1978: Supernatural High (Capitol 11864)
- 1979: Hot (Capitol 12003)
- 1995: Freda Payne Sings the (Unauthorized) I Hate Barney Songbook: A Parody (Dove)
- 1996: Christmas with Freda and Friends (Dove)
- 2001: Come See About Me (Volt 3420-2)
- 2007: On the Inside (BOG)
- 2014: Come Back to Me Love (Artistry Music)
- 2021: Let There Be Love (EP)

### Livealben
- 1965: Freda Payne in Stockholm (Sonet; 1971 in US bei USA Records wiederveröffentlicht)
- 1994: Greatest Hits Live in Concert
- 1996: An Evening with Freda Payne: Live in Concert (Dove, 1999 wiederveröffentlicht als Live in Concert)
- 2007: Live in Concert

### Kompilationen
| Jahr | Titel Musiklabel                      | Höchstplatzierung, Gesamtwochen, AuszeichnungChartplatzierungen (Jahr, Titel, Musiklabel, Platzierungen, Wochen, Auszeichnungen, Anmerkungen) | Höchstplatzierung, Gesamtwochen, AuszeichnungChartplatzierungen (Jahr, Titel, Musiklabel, Platzierungen, Wochen, Auszeichnungen, Anmerkungen) | Höchstplatzierung, Gesamtwochen, AuszeichnungChartplatzierungen (Jahr, Titel, Musiklabel, Platzierungen, Wochen, Auszeichnungen, Anmerkungen) | Höchstplatzierung, Gesamtwochen, AuszeichnungChartplatzierungen (Jahr, Titel, Musiklabel, Platzierungen, Wochen, Auszeichnungen, Anmerkungen) | Anmerkungen                     |
| Jahr | Titel Musiklabel                      | DE | UK | US | R&B | Anmerkungen                     |
| ---- | ------------------------------------- | --- | --- | --- | --- | ------------------------------- |
| 1972 | The Best of Freda Payne Invictus 9804 | — | — | US152 (8 Wo.)US | R&B44 (12 Wo.)R&B | Erstveröffentlichung: März 1972 |

Weitere Kompilationen
- 1984: Bands of Gold
- 1989: Deeper and Deeper: The Best of Freda Payne
- 1990: Greatest Hits
- 1997: The Best of Freda Payne
- 2000: Lost in Love
- 2000: Band of Gold: The Best of Freda Payne
- 2001: Unhooked Generation: The Complete Invictus Recordings (2 CDs)
- 2006: The Best of Freda Payne
- 2009: High Standards
- 2009: Band of Gold + Contact + The Best Of + Reaching Out (2 CDs)

### Singles
| Jahr | Titel Album                                                  | Höchstplatzierung, Gesamtwochen, AuszeichnungChartplatzierungen (Jahr, Titel, Album, Platzierungen, Wochen, Auszeichnungen, Anmerkungen) | Höchstplatzierung, Gesamtwochen, AuszeichnungChartplatzierungen (Jahr, Titel, Album, Platzierungen, Wochen, Auszeichnungen, Anmerkungen) | Höchstplatzierung, Gesamtwochen, AuszeichnungChartplatzierungen (Jahr, Titel, Album, Platzierungen, Wochen, Auszeichnungen, Anmerkungen) | Höchstplatzierung, Gesamtwochen, AuszeichnungChartplatzierungen (Jahr, Titel, Album, Platzierungen, Wochen, Auszeichnungen, Anmerkungen) | Höchstplatzierung, Gesamtwochen, AuszeichnungChartplatzierungen (Jahr, Titel, Album, Platzierungen, Wochen, Auszeichnungen, Anmerkungen) | Anmerkungen |
| Jahr | Titel Album                                                  | DE | UK | US | R&B | Dance | Anmerkungen |
| ---- | ------------------------------------------------------------ | --- | --- | --- | --- | --- | --- |
| 1969 | The Unhooked Generation Band of Gold                         | — | — | — | R&B43 (3 Wo.)R&B | — | Erstveröffentlichung: November 1969 Autoren: Edith Wayne, Ron Dunbar                                             |
| 1970 | Band of Gold                                                 | DE32 (4 Wo.)DE | UK1 Silber · (19 Wo.)UK | US3 Gold · (20 Wo.)US | R&B20 (16 Wo.)R&B | — | Erstveröffentlichung: Februar 1970 Platz 391 der Rolling Stone 500 (Liste 2004) Autoren: Edith Wayne, Ron Dunbar |
| 1970 | Deeper and Deeper Band of Gold                               | — | UK33 (9 Wo.)UK | US24 (12 Wo.)US | R&B9 (9 Wo.)R&B | — | Erstveröffentlichung: September 1970 Autoren: Edith Wayne, Ron Dunbar, Norma Toney                               |
| 1971 | Cherish What Is Dear to You (While It’s Near to You) Contact | — | UK46 (2 Wo.)UK | US44 (8 Wo.)US | R&B11 (7 Wo.)R&B | — | Erstveröffentlichung: Februar 1971 Autoren: Brian Holland, Lamont Dozier, Angelo Bond                            |
| 1971 | Bring the Boys Home Contact                                  | — | — | US12 Gold · (13 Wo.)US | R&B3 (13 Wo.)R&B | — | Erstveröffentlichung: Mai 1971 Autoren: Angelo Bond, General Johnson, Greg Perry                                 |
| 1971 | You Brought the Joy Contact                                  | — | — | US52 (8 Wo.)US | R&B21 (6 Wo.)R&B | — | Erstveröffentlichung: September 1971 Autoren: Brian Holland, Lamont Dozier                                       |
| 1972 | The Road We Didn’t Take Contact                              | — | — | US100 (2 Wo.)US | — | — | Erstveröffentlichung: Dezember 1971 Autoren: Brian Holland, Lamont Dozier, Daphne Dumas                          |
| 1973 | Two Wrongs Don’t Make a Right Reaching Out                   | — | — | — | R&B75 (3 Wo.)R&B | — | Erstveröffentlichung: Juli 1973 Autoren: Holland–Dozier–Holland                                                  |
| 1974 | It’s Yours to Have Payne & Pleasure                          | — | — | — | R&B81 (7 Wo.)R&B | — | Erstveröffentlichung: November 1974 Autoren: McKinley Jackson, Reginald Dozier                                   |
| 1977 | Love Magnet Stares and Whispers                              | — | — | — | R&B85 (8 Wo.)R&B | Dance18 (11 Wo.)Dance | Erstveröffentlichung: Oktober 1977 Autoren: Frank Wilson, John Footman, Judy Wieder                              |
| 1982 | In Motion –                                                  | — | — | — | R&B63 (6 Wo.)R&B | — | Erstveröffentlichung: September 1982 Autoren: Edmund Sylvers, Vincent Brantley                                   |
| 1986 | Band of Gold Belinda                                         | — | — | — | — | Dance26 (8 Wo.)Dance | Erstveröffentlichung: November 1986 Belinda Carlisle feat. Freda Payne                                           |

grau schraffiert: keine Chartdaten aus diesem Jahr verfügbar
Weitere Singles
- 1962: (Desafinado) Slightly Out of Tune
- 1963: Grin and Bear It
- 1964: Sweet September
- 1966: You’ve Lost That Lovin’ Feelin’
- 1972: Through the Memory of My Mind
- 1973: Mother Misery’s Favorite Child
- 1975: I Get Carried Away
- 1975: You
- 1977: I Get High (On Your Memory)
- 1977: Bring Back the Joy
- 1978: Stares and Whispers
- 1978: Happy Days Are Here Again / Happy Music (Dance the Night Away)
- 1979: I’d Do Anything for You
- 1979: Red Hot
- 2016: Memories and Souvenirs